# Monte Carlo Open 1993
Il Monte Carlo Masters 1993 è stato un torneo di tennis giocato sulla terra rossa.
È stata l'86ª edizione del Monte Carlo Masters, che fa parte della categoria ATP Super 9 nell'ambito dell'ATP Tour 1993.
Si è giocato al Monte Carlo Country Club di Roquebrune-Cap-Martin in Francia vicino a Monte Carlo,
dal 19 al 26 aprile 1993.

## Campioni

### Singolare
Sergi Bruguera ha battuto in finale  Cédric Pioline con il punteggio di 7–6(2), 6–0

### Doppio
Stefan Edberg /  Petr Korda hanno battuto in finale  Paul Haarhuis /  Mark Koevermans con il punteggio di 6–2, 2–6, 7–6.